# Åkerhultagöl
Åkerhultagöl är en sjö i Nässjö kommun i Småland och ingår i Lagans huvudavrinningsområde. Sjön är 3,1 meter djup, har en yta på 0,026 kvadratkilometer och befinner sig 303 meter över havet.